# SAB Autoservizi

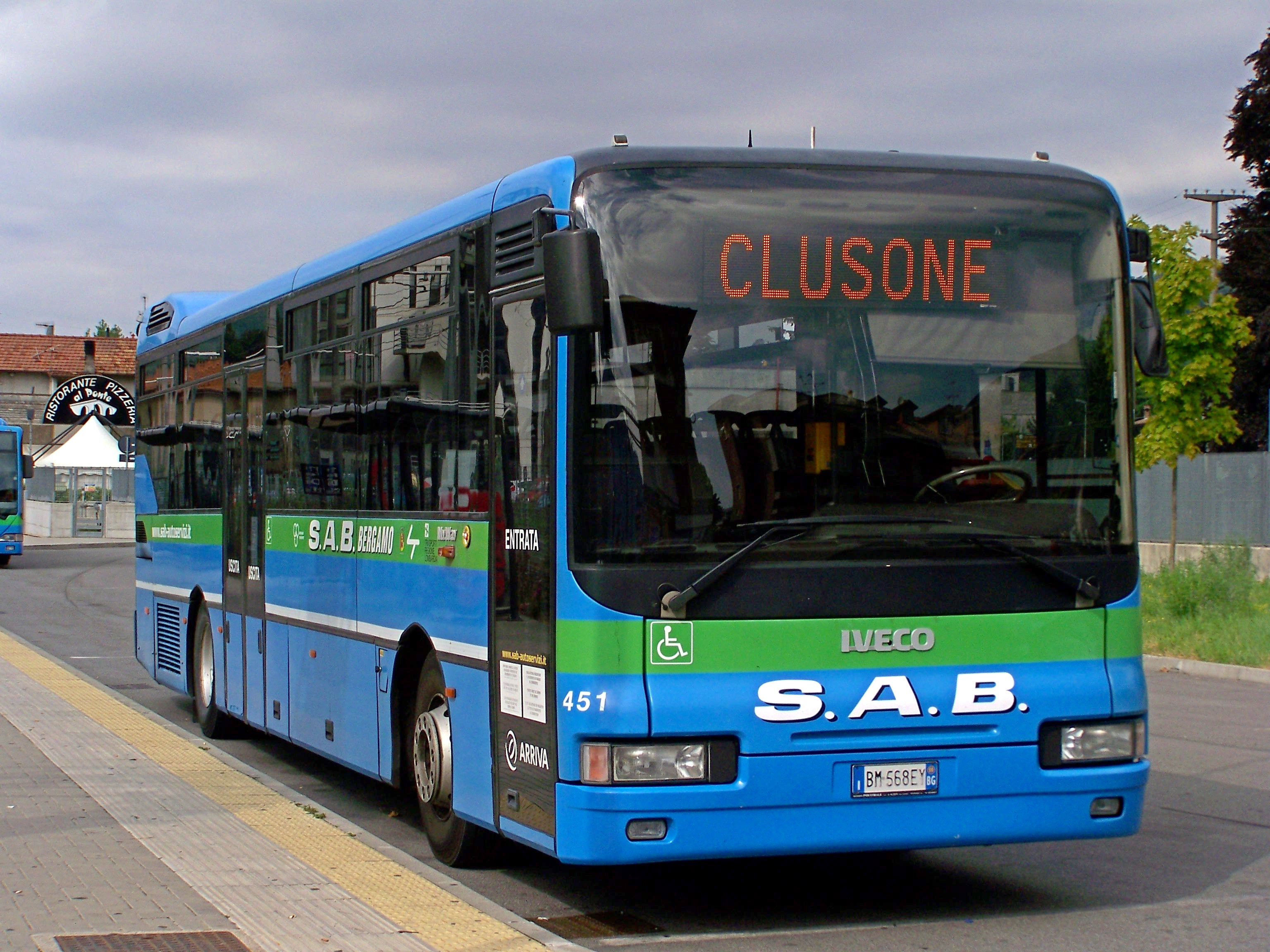
Autobus Iveco MyWay della SAB

La SAB Autoservizi (fino al 1990  Società Autoferrovie Bergamo)  è stata una società a responsabilità limitata che si occupava di trasporto pubblico automobilistico e dell'esercizio della funivia Albino-Selvino. Era attiva principalmente nel trasporto pubblico locale della provincia di Bergamo.
A partire dal 1º gennaio 2021 la SAB è stata fusa per incorporazione in Arriva Italia, che la sostituisce come operatore del servizio.

## Storia

### Dalle ferrovie al trasporto su gomma
Nel 1966, con decreto ministeriale 5 luglio, n. 1974, la Società Autoferrovie Bergamo SpA (SAB) nacque dalla fusione delle preesistenti ragioni sociali dei due rami d'azienda ferroviari, la Società anonima delle ferrovia elettrica di Valle Brembana (FVB) e la Società anonima Ferrovia Valle Seriana (FVS), i quali esercivano rispettivamente la Ferrovia della Valle Brembana e quella della val Seriana. In precedenza, la società era unica con un singolo consiglio d'amministrazione, ma vennero impiegate due ragioni sociali, ognuna utilizzata sulla linea ferroviaria corrispondente, riprendendo quelle delle relative imprese che si occuparono dell'esercizio prima della fusione nella nuova entità.
Già negli anni cinquanta del XX secolo la società ferroviaria unica iniziò ad acquistare delle autolinee creando i nuclei degli "Autoservizi integrativi" della FVS e della FVB. Con l'orario estivo del 1964, la società decise di concentrarsi sul trasporto su gomma, sopprimendo quasi tutte le corse ferroviarie in modo tale che divenne impossibile recarsi in una delle due valli e tornare a Bergamo in giornata utilizzando il treno. Il 17 marzo 1966 fu soppresso il servizio sulla linea della val Brembana a cui fece seguito, il 31 agosto dell'anno seguente, quello della valle Seriana. La chiusura delle due ferrovie concesse fu confermata con decreto ministeriale 7 luglio 1967.

### La crescita come operatore nazionale
Il periodo 1967-1992 vide una forte crescita della società, che procedette all'acquisizione di diverse aziende di autolinee nella provincia di Bergamo (tra cui Donati, Boffelli, Marconi, Marini, Busti, Margiotta). Nel 1990 la ragione sociale mutò in SAB Autoservizi, mentre la forma societaria fu trasformata da società per azioni a società a responsabilità limitata.
Ulteriori acquisizioni si ebbero nel 1992 (SIA di Brescia e di SAL di Lecco), nel 1995 (SAIA Bus di Brescia), mentre nel 2000 furono costituite le controllate KM (in partecipazione con AEM Cremona per la gestione del trasporto urbano e suburbano in tale provincia) e SAIA Trasporti (gestione del trasporto extraurbano in provincia di Brescia in partecipazione con le società Del Barba e APT di Verona).
Ancora, nel 2001 si costituì la Trieste Trasporti, in partecipazione con ACT per la gestione del trasporto di Trieste e provincia e, nel 2002 la RTL (Riviera Trasporti Linea) in partecipazione con Riviera Trasporti Spa per la gestione di alcune linee in subconcessione della provincia di Imperia.

### L'internazionalizzazione
Nel 2002 il "Gruppo SAB", che faceva capo alla famiglia Pesenti, era ormai un operatore presente in tutto il nord Italia; il controllo venne rilevato dall'inglese Arriva plc.
Nel biennio successivo la società inglese Arriva, tramite SAB, acquisì alcune partecipazioni nella Autoservizi FVG, nella SAF di Udine, nella Sadem di Torino e nella Sapav di Pinerolo.
Il 2009 vide la costituzione della holding italiana Arriva Italia srl cui fu ceduto l'intero capitale sociale di SAB Autoservizi.
Nel 2010 la holding Arriva plc, presente in tutta Europa con un'estesa rete di società controllate per il trasporto su ferro e su gomma, fu a sua volta acquistata da parte di DB Bahn GmbH, uno dei principali gestori a livello mondiale di servizi di trasporto e logistica; in tale operazione l'autorità antitrust europea pose il vincolo della vendita del ramo tedesco Arriva Deutschland, il cui controllo di maggioranza passò all'attuale Gruppo Ferrovie dello Stato Italiane sotto il nome di Netinera.